# Гусарек, Карел
Ка́рел Гуса́рек (чеш. Karel Husárek; 31 января 1893, Чеховиц — 26 июля 1972, Прага) — чехословацкий генерал.

## Биография

### Первая мировая война
Родился 31 января 1893 года в Чеховице (район Простеёв, Оломоуцкий край, Чешская Республика). Окончил реальное училище Простеёва, учился в Брненском техническом университете на факультете строительства. Во время Первой мировой войны как вольноопределяющийся вступил в армию Австро-Венгрии, окончил артиллерийское училище. Летом 1915 года был отправлен на русский фронт в составе сапёрного батальона в Краковском гарнизоне. Попал в русский плен. После революционных событий 1917 года в августе вступил в Чехословацкий корпус, служил сначала в 5-м стрелковом полку, а затем был старшим офицером 2-й инженерной роты Отдельного чехословацкого корпуса. Участник ряда сражений против красных в Сибири, в августе 1918 года произведён в майоры.
Гусарек служил в штаб-квартире так называемой Восточной группы, в том числе в качестве дипломата. В сентябре 1918 года он назначен начальником штаба 2-й чехословацкой дивизии. В начале 1919 года официально с генералом Радолой Гайдой перешёл на русскую службу, занимал должность генерала для поручений при командующем Сибирской армией. Приказом по Сибирской армии от 26 января 1919 года «За взятие Барнаула и за отличия в боях на Восточном фронте» майор Карел Гусарек награждён орденом Святой Анны II степени с мечами. Приказом от 8 марта 1919 года «впредь до утверждения Верховной властью» произведён в полковники со старшинством с 25 декабря 1918 года. В ноябре 1919 года назначен начальником штаба у генерала Гайды, который поднял бунт и провозгласил себя главнокомандующим всеми вооружёнными силами Сибири, но после подавления бунта бежал в Чехословакию.

### Межвоенные годы
С ноября 1920 года Гусарек был командиром 4-го инженерного полка, в декабре 1923 года возглавил 5-й инженерный полк. В сентябре 1924 года поступил в Парижскую военную академию и Школу политических наук в Париже, окончив обе в 1926 году. В звании подполковника назначен начальником штаба Командования сухопутных войск в Братиславе (1927—1931). Был позже командиром сапёрных войск в Братиславе (1931—1932). Командовал также 10-й и 16-й пехотными бригадами (последнюю принял в 1933 году). С февраля 1933 года бригадный генерал. Дивизионный генерал (генерал-майор) с 1935 года.
31 декабря 1933 года Гусарек был назначен заместителем начальника штаба Главного штаба Вооружённых сил Чехословакии, проработав на этой должности до 1938 года. С марта 1935 года — главнокомандующий Управления по военному строительству. С 1938 года занимался исключительно организацией фортификационных работ на границе Чехословакии, автор плана фортификаций «Программа Гусарека». В связи с напряжённой политической обстановкой пытался форсировать строительство укреплений на австрийской границе. После объявления о мобилизации был передан в ведение генерала Людвига Крейчи, сообщив о готовности вступить в бой против Германии и Австрии в случае вооружённого нападения.
Позже Гусарек был участником переговоров между Чехословакией и Германией о пересмотре границ между странами после подписания Мюнхенских соглашений. Он пытался смягчить условия договора, дабы обеспечить Чехословакии какие-либо приемлемые условия о будущей границе. После возвращения в страну он добился отставки Эдварда Бенеша. С 4 октября по 1 декабря 1938 года был министром общественных работ Чехословакии. В январе 1939 года ушёл в отставку.

### Вторая мировая война
С 1939 по 1941 годы Гусарек был директором филиала Škoda-Werke в Дубнице-над-Вахом: тайно он пытался сорвать поставки оружия для Германии и передать какую-либо его часть СССР, но не добился особых успехов. С 1941 по 1945 годы он работал экспертом по оружию на заводе «Шкода». В 1943 году он стал собирать всю информацию о деятельности чехословацких войск за границей, в мае 1945 года примкнул к деятелям Пражского восстания. После войны суд ЧССР предъявил генералу обвинения в сотрудничестве с немецко-фашистскими оккупантами, подо что попадало его сотрудничество со «Шкодой». Следствие затянулось, и в декабре 1948 года Гусарек всё же был оправдан. Тем не менее, в октябре 1950 года по ходатайству министра обороны Алексея Чепички его разжаловали и лишили пенсии. В 1950-е годы он стал работать в государственном издательстве переводчиком технической литературы, перевёл много трудов с русского языка. В 1960-е годы отошёл от деятельности из-за серьёзной болезни.
Скончался 26 июля 1972 года в Праге. Останки перезахоронены в Париже в 1974 году. В 1991 году посмертно восстановлен в звании дивизионного генерала.